# فاوستولوس

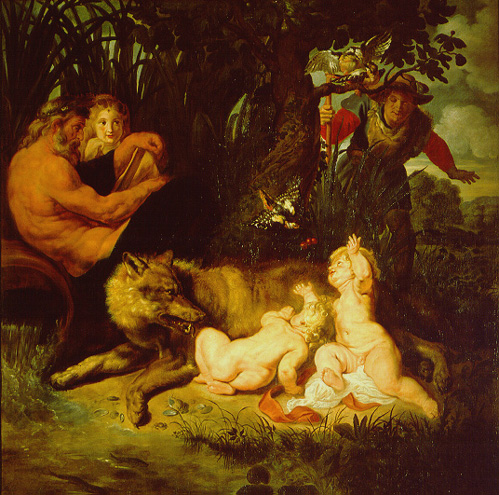
فاوستولوس گرگ‌ماده را در حال شیر دادن به رومولوس و رموس می‌یابد. (نقاشی از پیتر پل روبنس)

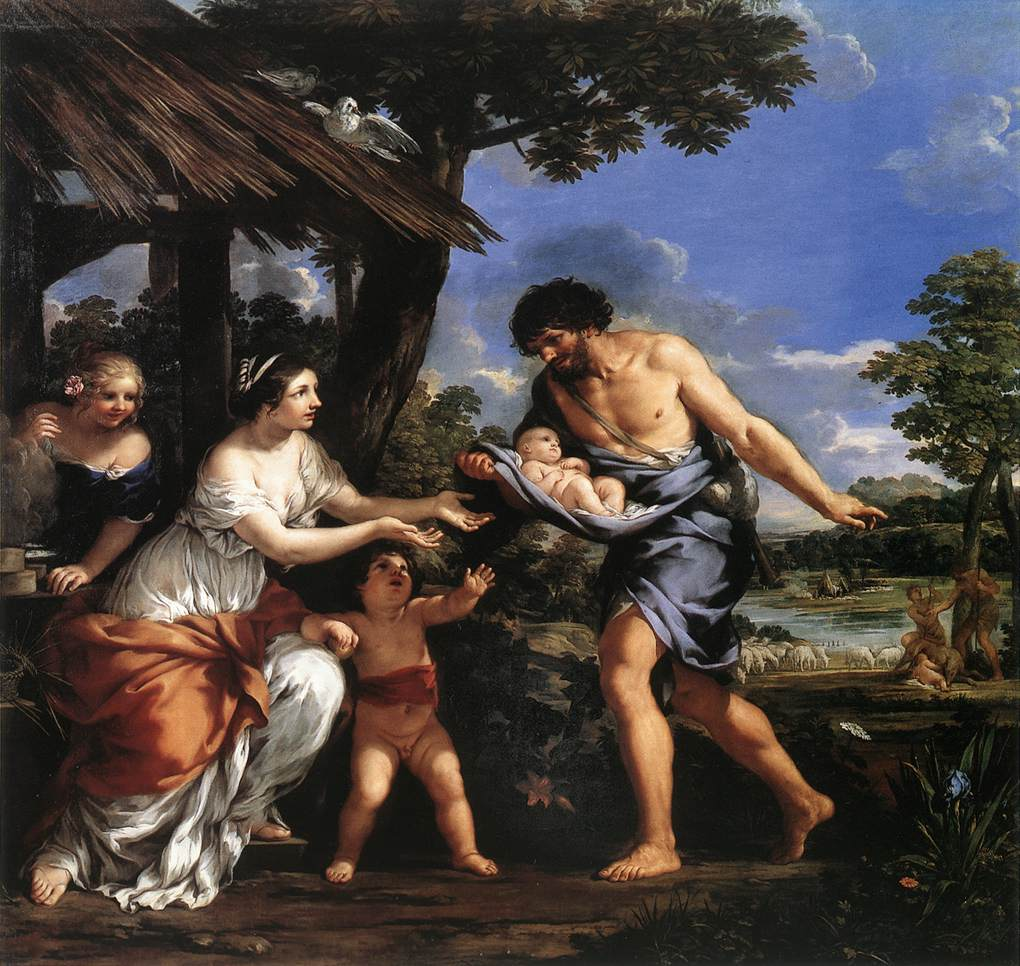
فاوستولوس طفلان دوقلو را در آغوش گرفته برای همسرش لارنتیا می‌برد. (نقاشی از پیترو دا کورتونا)

فاوستولوس (به لاتین: Faustulus) در اساطیر روم‌باستان، چوپانی بود که رومولوس ـ بانی شهر روم ـ و برادر دوقلویش رموس را پیدا کرد و پرورد. او چوپانِ پادشاهْ آمولیوس بود. پس از آنکه رئا سیلویا (برادرزادهٔ آمولیوس) دوقلوهایی به نام رومولوس و رموس را زایید، آمولیوس دستور داد دو طفل را در تیبر بیندازند، اما ماده‌گرگی سبدِ حاملِ دو طفل را یافته به سمتش رفته به طفلان شیر داد. سپس فاوستولوس سر رسید و طفلان را به کلبهٔ خویش برد و به‌اتفاق همسرش، آکا لارنتیا، تصمیم گرفت طفلان را بپرورد. پس رومولوس و رموس نخست در کلبهٔ روستایی فاوستولوس و لارنتیا، که در تپهٔ پالاتین واقع بود، رشد کردند. بعداً فاوستولوسْ رومولوس را از اصل‌ونسب شاهانهٔ خود آگاهانید.

## مرگ
موافق گفتهٔ پلوتارک در کتاب حیات مردان نامی، فاوستولوس همزمان با قتل رموس درگذشت:
هنگامی‌که رومولوس داشت خندقی می‌کَند تا با آن دیوارهای شهرِ تازه‌تأسیسِ روم را فرا بگیرد، رموس کار و زحمت او را مسخره کرد و کوشید مانعش شود. پس از خندق پرید اما در همان نقطه زخمی شده سقوط کرد. برخی می‌گویند که رومولوس بود که او را کشت و برخی می‌گویند که به‌دست یکی از محافظان رومولوس (موسوم‌به کِلِرها) کشته شد. فاوستولوس و پلیستینوس (کسی که گفته می‌شد برادر فاستولوس بوده و در پرورش رومولوس و رموس کمک کرده بود) نیز در همان نزاع کشته شدند. بعدها، فاستولوس در همان‌جا که کشته شد دفن شد؛ آنجا بعدها کومیتیوم نامیده شد.
تیتوس لیویوس در کتابش، از پیدایش روم، می‌گوید که وقتی میان هواداران رومولوس و رموس بر سر اینکه کدام‌یک شهر روم را تأسیس کند و پادشاهش بشود نزاعی واقع شد، رموس در این نزاع کشته شد.